# (987) Wallia
(987) Wallia és un asteroide que forma part del cinturó d'asteroides descobert el 23 d'octubre de 1922 per l'astrònom Karl W. Reinmuth des de l'observatori de Heidelberg-Königstuhl a Heidelberg, Alemanya.
Possiblement va ser nomenat per una noia de l'almanac Lahrer Hinkender Bote, publicat en la ciutat de Lahr, Alemanya.
S'estima que té un diàmetre de 43,67 ± 1,0 km. La seva distància mínima d'intersecció de l'òrbita terrestre és d'1.39127 ua.
Les observacions fotomètriques recollides d'aquest asteroide mostren un període de rotació de 10,08 hores, amb una variació de lluentor de 9,5 de magnitud absoluta.